# Sea-Land T3-Klasse
Die T3-Klasse war eine aus vier Containerschiffen bestehende Klasse der US-amerikanischen Reederei Sea-Land Corporation. Die Einheiten entstanden als Umbauten ehemaliger Öltanker des Typs T3. Ein Schiff der Klasse, die Elizabethport, war im September 1962 das erste Vollcontainerschiff, das den Panamakanal passierte.
Die neugebauten Mittschiffssektionen, mit denen die T3-Tanker zum Containerschiff umgebaut wurden, entstanden 1962/63 in Hamburg bei der Schlieker-Werft und bei Blohm & Voss. Für deren Entwurf zum Umbau der Schiffe war der Ingenieur Henry J. Karach, des Schiffsingenieurbüros J.J. Henry & Company aus New York verantwortlich. Mit der Anordnung des Deckshauses ganz achtern über dem Maschinenbereich der ehemaligen Tanker (deren Brückenaufbauten vorher mittschiffs lagen), setzte er eine Idee fort, die er schon bei der Verlängerung bestehender T3-Tanker für die Tankschiffsreederei Hess Petroleum umgesetzt hatte. Diese Anordnung bildet bis heute den Standard für kleinere und mittlere Containerschiffe.
Nachdem die Antriebsanlagen der schon im Zweiten Weltkrieg gebauten Standardtankschiffe das Ende ihrer Lebensdauer erreicht hatten, sandte man diese 1977 zur Mitsubishi-Werft in Kōbe, die unter Verwendung der in Hamburg gebauten Mittelschiffe neue Containerschiffe herstellte. Die Vor- und Achterschiffe wurden abgetrennt und später verschrottet, die verbliebenen Mittelschiffe erhielten bei Mitsubishi für 52,2 Millionen US-Dollar neue Vor- und Achterschiffe und wurden als D-6-Klasse wieder in Fahrt gesetzt.

## Die Schiffe
| T3-Klasse                    | T3-Klasse                     | T3-Klasse  | T3-Klasse   | T3-Klasse                                                | T3-Klasse                                                                                 |
| Bauname                      | Bauwerft/Baunummer            | IMO-Nummer | Ablieferung | Auftraggeber                                             | Spätere Namen und Verbleib                                                                |
| ---------------------------- | ----------------------------- | ---------- | ----------- | -------------------------------------------------------- | ----------------------------------------------------------------------------------------- |
| Esso New Orleans             | Sun Shipbuilding, Chester/235 | 5101835    | 1942        | United States War Shipping Administration, San Francisco | Housatonic, New Orleans, 1962 zum Containerschiff Elizabethport umgebaut                  |
| Esso Albany                  | Sun Shipbuilding, Chester/217 | 5212426    | 1941        | United States War Shipping Administration, San Francisco | Esso Bethlehem, 1962 zum Containerschiff Los Angeles umgebaut                             |
| Esso Trenton                 | Sun Shipbuilding, Chester/218 | 5309815    | 1941        | United States War Shipping Administration, San Francisco | Chicopee, Esso Trenton, Esso Chattanooga, 1962 zum Containerschiff San Francisco umgebaut |
| Esso Raleigh                 | Sun Shipbuilding, Chester/237 | 5310034    | 1942        | United States War Shipping Administration, San Francisco | 1962 zum Containerschiff San Juan umgebaut                                                |
| Daten: Equasis, grosstonnage |                               |            |             |                                                          |                                                                                           |